# Giannina Cattaneo Petrini
Giannina Cattaneo, coniugata Petrini (Milano, 27 ottobre 1908 – Milano, 10 marzo 2008), è stata una politica italiana, eletta dalla IV alla VI legislatura della Repubblica Italiana alla Camera dei deputati.

## Biografia
Nata in una famiglia di forte ispirazione cattolica, si laurea in medicina specializzandosi in pediatria. Ricopre anche il ruolo di direttore sanitario. è È l’artefice del progetto per la costruzione del nuovo ospedale Giuseppe Fornaroli di Magenta, inaugurato nel 1970.
Viene candidata ed eletta alla Camera dei deputati alle elezioni politiche del 1963, venendo riconfermata per altre due legislature, rimanendo in carica a Montecitorio fino al 1976.
Nel 1998 il comune di Magenta le conferisce la cittadinanza onoraria.
Muore il 10 marzo 2008 all'età di 99 anni; è sepolta nel cimitero maggiore di Milano.
Era sposata con Michelangelo Petrini, direttore dell’Istituto di Microbiologia dell’Università di Milano, da cui ebbe un figlio, Vincenzo, diventato professore universitario.